# Recquignies
Recquignies est une commune française située dans le département du Nord en région Hauts-de-France, qui comprend les villages de Recquignies (chef-lieu) et Rocq.
Adhérente à l'intercommunalité de la communauté d'agglomération Maubeuge Val de Sambre, la commune de Recquignies fait également partie de l'unité urbaine de Maubeuge qui est la cinquième du département du Nord.

## Géographie

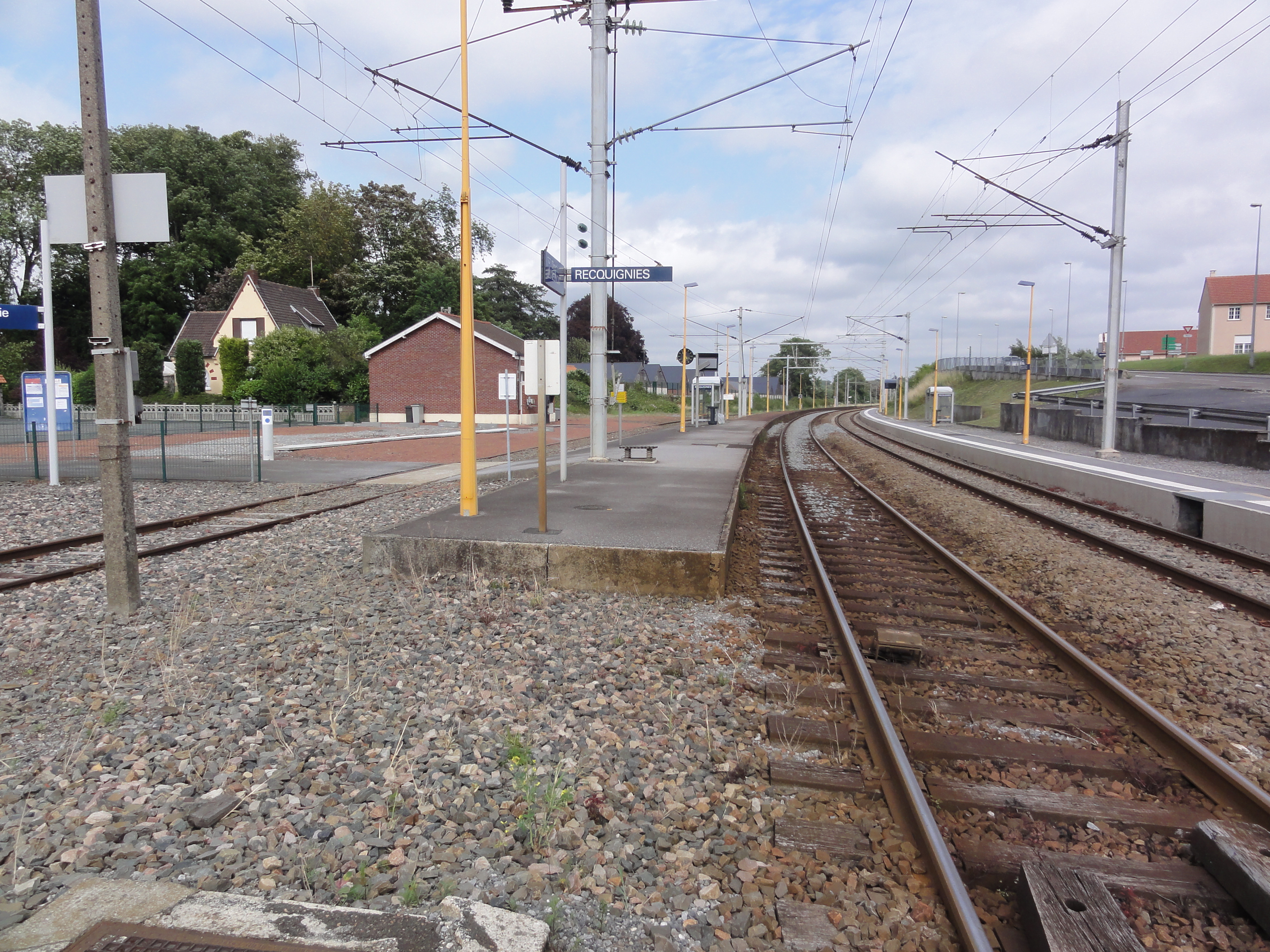
La gare de Recquignies, entre les deux villages

Située entre les villes de Maubeuge et Jeumont et traversée par la ligne de chemin de fer qui relie Paris aux villes de Copenhague, Varsovie et Moscou entre autres et séparée de la ville de Boussois par la rivière Sambre. Cette commune a comme particularité de posséder une infrastructure en double du fait de son ancienne histoire qui est la réunion des anciennes communes de Recquignies et de Rocq.

### Communes limitrophes
| Assevent    | Boussois    |         |
| Rousies     | Recquignies | Marpent |
| Cerfontaine | Colleret    |         |

### Hydrographie

#### Réseau hydrographique
La commune est située dans le bassin Artois-Picardie. Elle est drainée par la Sambre canalisée, le ruisseau de l'Escrière et divers autres petits cours d'eau,.
La Sambre canalisée est un canal, chenal et un cours d'eau naturel, d'une longueur de 101 km, qui prend sa source dans la commune de Rejet-de-Beaulieu, s'écoule vers le nord-est et franchit la frontière belge au droit de Jeumont. Les caractéristiques hydrologiques de la Sambre canalisée sont données par la station hydrologique située sur la commune. Le débit moyen mensuel est de 13,3 m3/s. Le débit moyen journalier maximum est de 161 m3/s, atteint lors de la crue du 10 janvier 2011. Le débit instantané maximal est quant à lui de 166 m3/s, atteint le même jour.

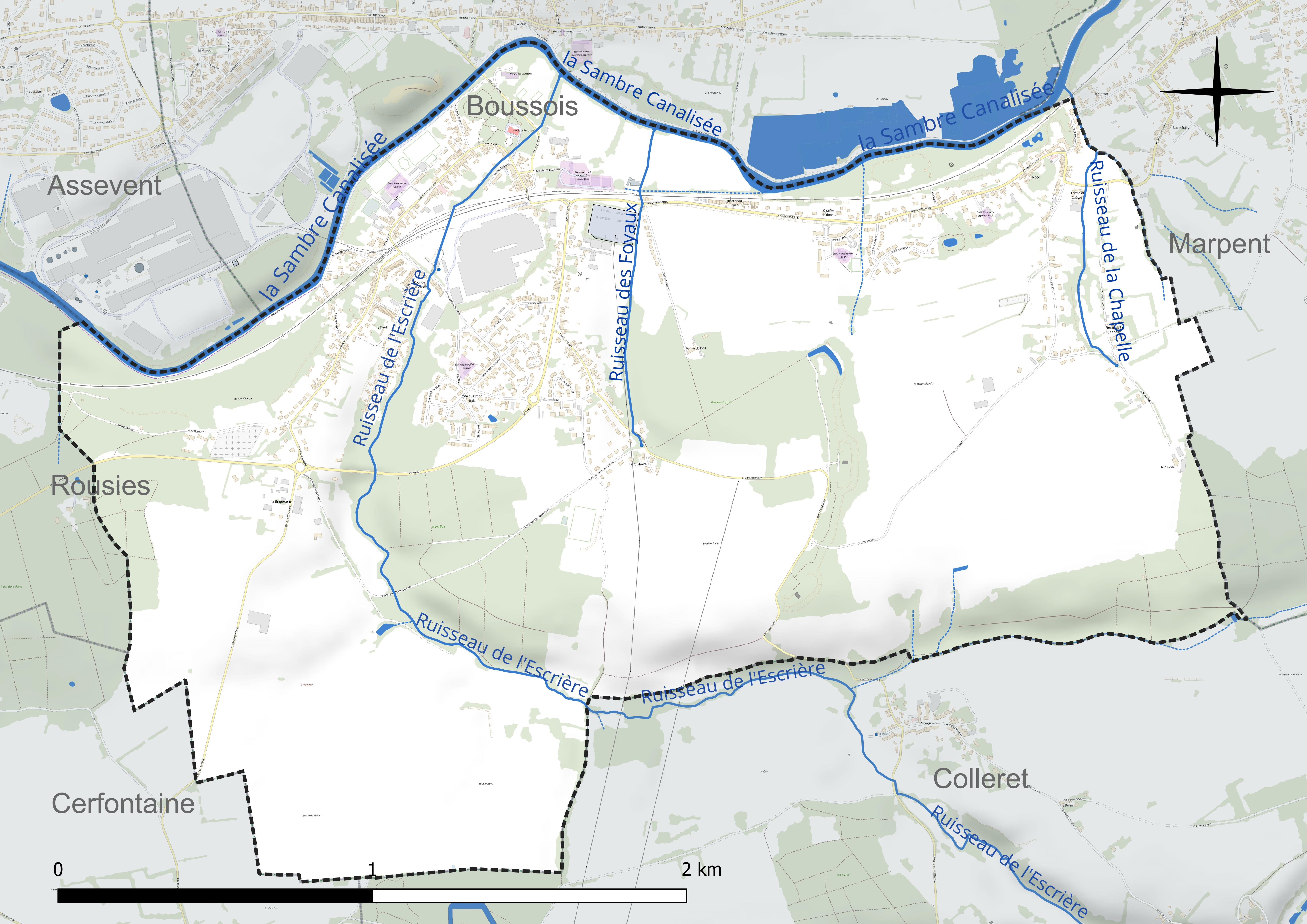
Réseau hydrographique de Recquignies.

#### Gestion et qualité des eaux
Le territoire communal est couvert par le schéma d'aménagement et de gestion des eaux (SAGE) « Sambre ». Ce document de planification concerne un territoire de 1 253 km2 de superficie, délimité par le bassin versant de la Sambre. Le périmètre a été arrêté le 1er novembre 2003 et le SAGE proprement dit a été approuvé le 21 septembre 2012, puis modifié le 18 août 2022. La structure porteuse de l'élaboration et de la mise en œuvre est le syndicat mixte du Parc naturel régional de l'Avesnois. 
La qualité des cours d'eau peut être consultée sur un site dédié géré par les agences de l'eau et l'Agence française pour la biodiversité. 

### Climat
Pour des articles plus généraux, voir Climat des Hauts-de-France et Climat du Nord.
En 2010, le climat de la commune est de type climat des marges montargnardes, selon une étude du CNRS s'appuyant sur une série de données couvrant la période 1971-2000. En 2020, Météo-France publie une typologie des climats de la France métropolitaine dans laquelle la commune est exposée à un climat océanique altéré et est dans la région climatique  Nord-est du bassin Parisien, caractérisée par un ensoleillement médiocre, une pluviométrie moyenne régulièrement répartie au cours de l'année et un hiver froid (3 °C). 
Pour la période 1971-2000, la température annuelle moyenne est de 9,9 °C, avec une amplitude thermique annuelle de 15,2 °C. Le cumul annuel moyen de précipitations est de 884 mm, avec 12,5 jours de précipitations en janvier et 9,5 jours en juillet. Pour la période 1991-2020, la température moyenne annuelle observée sur la station météorologique la plus proche, située sur la commune de Saint-Hilaire-sur-Helpe à 19 km à vol d'oiseau, est de 10,5 °C et le cumul annuel moyen de précipitations est de 802,4 mm,. Pour l'avenir, les paramètres climatiques de la commune estimés pour 2050 selon différents scénarios d'émission de gaz à effet de serre sont consultables sur un site dédié publié par Météo-France en novembre 2022.

## Urbanisme

### Typologie
Au 1er janvier 2024, Recquignies est catégorisée ceinture urbaine, selon la nouvelle grille communale de densité à sept niveaux définie par l'Insee en 2022.
Elle appartient à l'unité urbaine de Maubeuge (partie française), une agglomération internationale regroupant 22  communes, dont elle est une commune de la banlieue,,. Par ailleurs la commune fait partie de l'aire d'attraction de Maubeuge (partie française), dont elle est une commune de la couronne,. Cette aire, qui regroupe 65 communes, est catégorisée dans les aires de 50 000 à moins de 200 000 habitants,.

### Occupation des sols
L'occupation des sols de la commune, telle qu'elle ressort de la base de données européenne d'occupation biophysique des sols Corine Land Cover (CLC), est marquée par l'importance des territoires agricoles (56,5 % en 2018), une proportion sensiblement équivalente à celle de 1990 (57,3 %). La répartition détaillée en 2018 est la suivante :
terres arables (50,9 %), zones urbanisées (21,7 %), forêts (21,6 %), prairies (5,6 %), zones industrielles ou commerciales et réseaux de communication (0,3 %). L'évolution de l'occupation des sols de la commune et de ses infrastructures peut être observée sur les différentes représentations cartographiques du territoire : la carte de Cassini (XVIIIe siècle), la carte d'état-major (1820-1866) et les cartes ou photos aériennes de l'IGN pour la période actuelle (1950 à aujourd'hui).

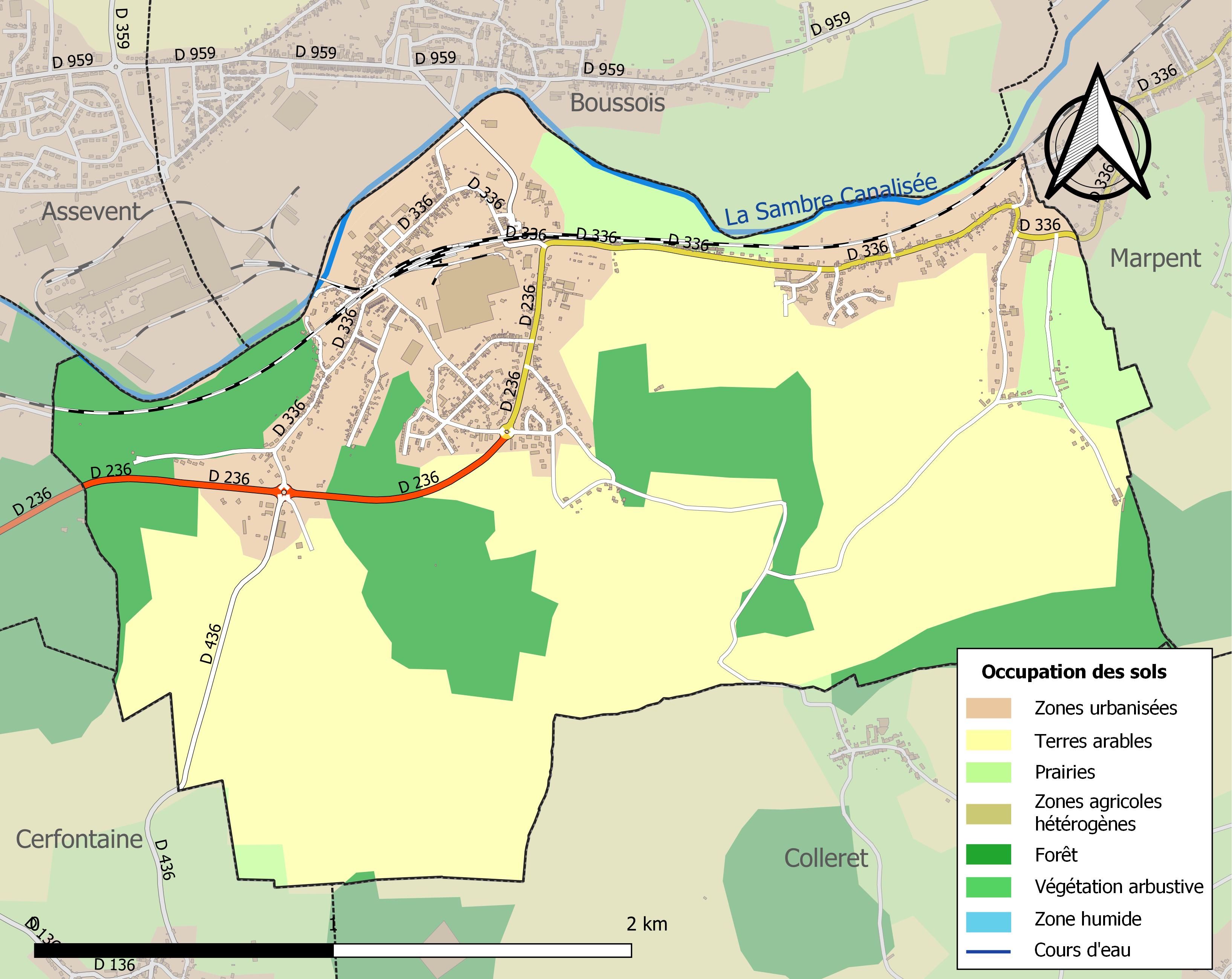
Carte des infrastructures et de l'occupation des sols de la commune en 2018 (CLC).

### Voies de communication et transports
La gare de Recquignies est desservie par des trains TER Hauts-de-France effectuant des missions entre les gares de Valenciennes et de Jeumont.
La commune est desservie, en 2024, par les lignes 55, 55 Express et 64 du réseau Stibus.

## Histoire
Toponymie: Rokineias (866), Rekegnies (1186), Rechignies (1257), Reckingen (?).
Au début de la Première Guerre mondiale, le 6 septembre 1914, 13 civils pris comme otages sont fusillés au bord de la Sambre à Boussois. Ils étaient Français et Belges et habitaient Recquignies et Boussois. D'après un témoignage écrit, ils auraient été fusillés par des soldats du 57e régiment d'infanterie de Barmen. Ce massacre intervient car des soldats français freinent la progression allemande vers Maubeuge. Pensant qu'ils sont visés par des tirs de civils de Recquignies, ils décident, après l'exécution sommaire, d'incendier au moins 140 maisons du village.

## Politique et administration
| Période                                  | Période           | Identité               | Étiquette | Qualité |
| ---------------------------------------- | ----------------- | ---------------------- | --------- | --- |
| 1802                                     | 1807              | Narc. Bertaux          |           | |
| 1827                                     |                   | Guillaume BRASSELET    |           | |
| 1835                                     |                   | Philbert BRASSELET     |           | |
|                                          | 1889              | Edmond Meurisse        |           | |
| 1890                                     | 1908              | Paul Godin             |           | |
| 1908                                     | 1911              | Clément Derosiaux      |           | |
| 1911                                     | 1932              | Émile Lebeau           | FR        | Représentant de commerce (d'après le recensement de 1906) Conseiller d'arrondissement de Maubeuge-Sud (1930 → 1934) |
| 1933                                     | 1941              | George Decroix         |           | |
| 1941                                     |                   | Henri Derache          |           | |
| 1945                                     | mars 1968 (décès) | Othon Brichot          | PCF       | Ouvrier mouleur |
| mars 1968                                | 1974              | Paul Hauquier          |           | |
| 1974                                     | mars 1983         | Jean-Claude Fontenelle | PCF       | Conseiller général de Maubeuge-Sud (1979 → 1988)                                                                    |
| mars 1983                                | juin 1995         | Vincent Battist        | DVG       | Chef de service aux Glaces de Boussois                                                                              |
| juin 1995                                | En cours          | Ghislain Rosier        | DVG       | Professeur d'enseignement technique                                                                                 |
| Les données manquantes sont à compléter. |                   |                        |           | |

## Population et société

### Démographie

#### Évolution démographique
L'évolution du nombre d'habitants est connue à travers les recensements de la population effectués dans la commune depuis 1793. Pour les communes de moins de 10 000 habitants, une enquête de recensement portant sur toute la population est réalisée tous les cinq ans, les populations de référence des années intermédiaires étant quant à elles estimées par interpolation ou extrapolation. Pour la commune, le premier recensement exhaustif entrant dans le cadre du nouveau dispositif a été réalisé en 2007.

En 2022, la commune comptait 2 379 habitants, en évolution de −0,92 % par rapport à 2016 (Nord : +0,51 %, France hors Mayotte : +2,11 %).
| 1793 | 1800 | 1806 | 1821 | 1831 | 1836 | 1841 | 1846 | 1851 |
| ---- | ---- | ---- | ---- | ---- | ---- | ---- | ---- | ---- |
| 112  | 97   | 126  | 145  | 307  | 326  | 322  | 386  | 404  |

| 1856 | 1861 | 1866 | 1872 | 1876 | 1881 | 1886  | 1891 | 1896  |
| ---- | ---- | ---- | ---- | ---- | ---- | ----- | ---- | ----- |
| 447  | 914  | 810  | 732  | 740  | 811  | 1 041 | 843  | 1 009 |

| 1901  | 1906  | 1911  | 1921  | 1926  | 1931  | 1936  | 1946  | 1954  |
| ----- | ----- | ----- | ----- | ----- | ----- | ----- | ----- | ----- |
| 1 221 | 1 410 | 1 540 | 1 288 | 1 920 | 2 028 | 1 872 | 1 856 | 2 063 |

| 1962  | 1968  | 1975  | 1982  | 1990  | 1999  | 2006  | 2007  | 2012  |
| ----- | ----- | ----- | ----- | ----- | ----- | ----- | ----- | ----- |
| 2 352 | 2 428 | 2 382 | 2 577 | 2 521 | 2 490 | 2 372 | 2 355 | 2 380 |

| 2017  | 2022  | - | - | - | - | - | - | - |
| ----- | ----- | - | - | - | - | - | - | - |
| 2 413 | 2 379 | - | - | - | - | - | - | - |

#### Pyramide des âges
La population de la commune est relativement jeune.
En 2018, le taux de personnes d'un âge inférieur à 30 ans s'élève à 39,5 %, soit au-dessus de la moyenne départementale (39,5 %). À l'inverse, le taux de personnes d'âge supérieur à 60 ans est de 21,2 % la même année, alors qu'il est de 22,5 % au niveau départemental.
En 2018, la commune comptait 1 172 hommes pour 1 236 femmes, soit un taux de 51,33 % de femmes, légèrement inférieur au taux départemental (51,77 %).
Les pyramides des âges de la commune et du département s'établissent comme suit.
| Hommes | Classe d’âge | Femmes |
| ------ | ------------ | ------ |
| 0,3    | 90 ou +      | 0,5    |
| 3,3    | 75-89 ans    | 6,5    |
| 14,6   | 60-74 ans    | 17,0   |
| 21,0   | 45-59 ans    | 17,7   |
| 20,4   | 30-44 ans    | 19,6   |
| 17,2   | 15-29 ans    | 17,8   |
| 23,2   | 0-14 ans     | 20,8   |

| Hommes | Classe d’âge | Femmes |
| ------ | ------------ | ------ |
| 0,5    | 90 ou +      | 1,4    |
| 5,3    | 75-89 ans    | 8,1    |
| 14,8   | 60-74 ans    | 16,2   |
| 19,1   | 45-59 ans    | 18,4   |
| 19,5   | 30-44 ans    | 18,7   |
| 20,7   | 15-29 ans    | 19,1   |
| 20,2   | 0-14 ans     | 18     |

## Culture locale et patrimoine

### Lieux et monuments
À part la mairie qui est unique, la commune possède deux églises, deux écoles primaires, deux écoles maternelles, une salles des fêtes, deux stades et quatre cimetières (deux anciens et deux récents)
- Église Saint-Sulpice de Recquignies du XIXe siècle
- Église Saint-Martin de Rocq du début du XVIe siècle
- Château de la Carrière du XVe siècle
- Pierres ovoïdes
- L'usine d'emboutissage CEREC et ses forges datant de 1907 sont inscrits à l'inventaire général du patrimoine culturel du Nord-Pas-de-Calais[29].

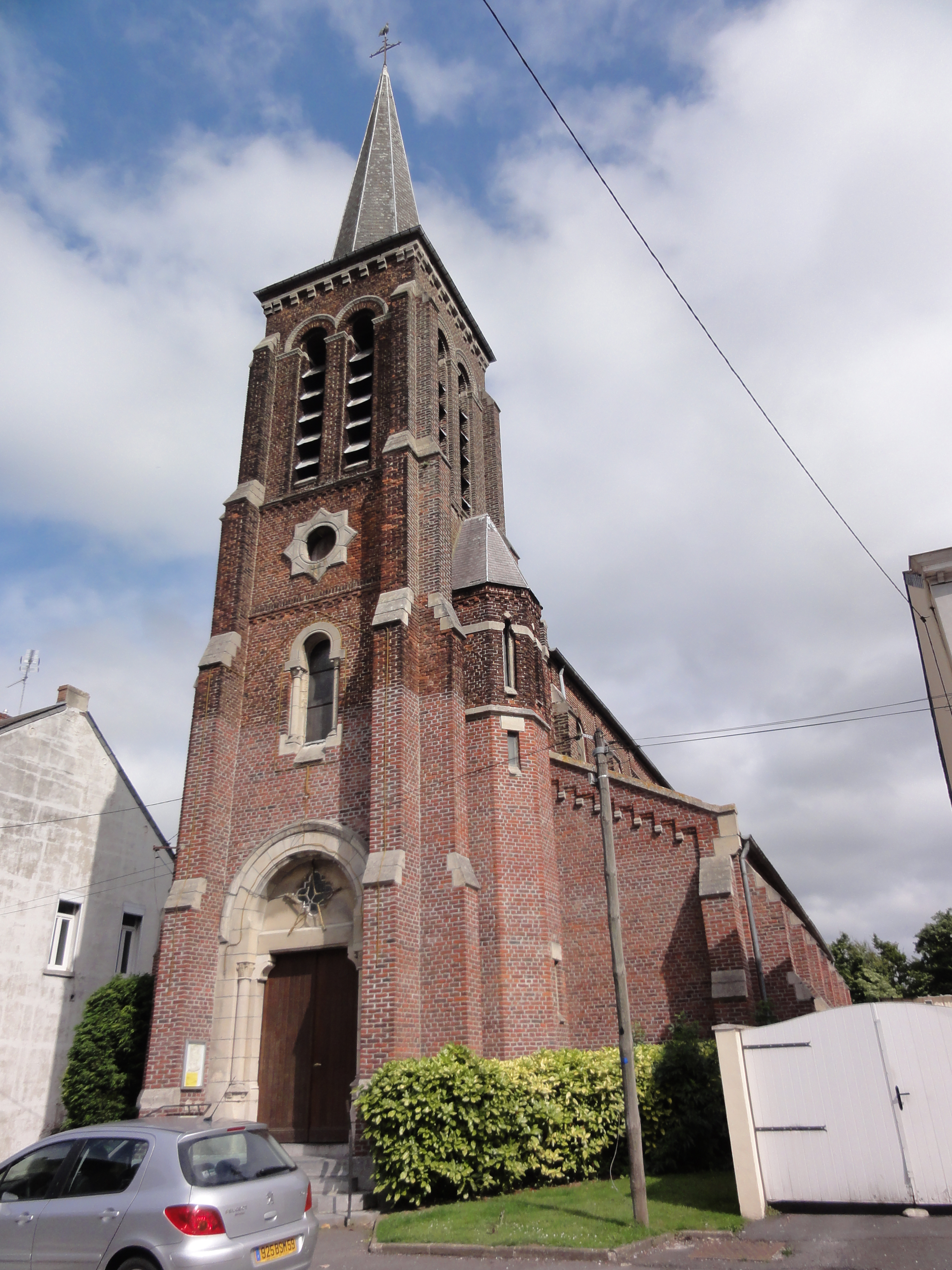
Église Saint-Sulpice de Recquignies
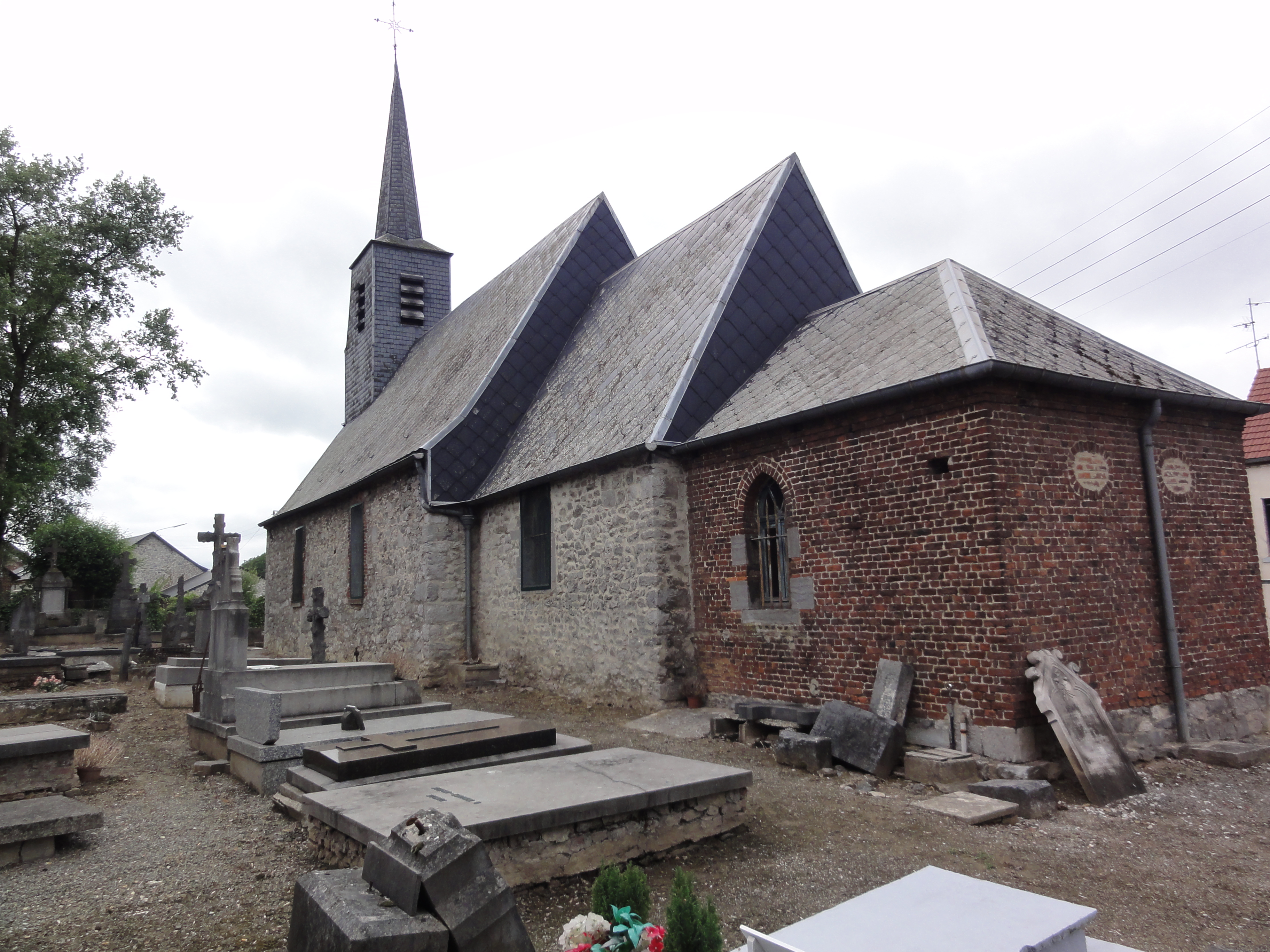
Église Saint-Martin de Rocq
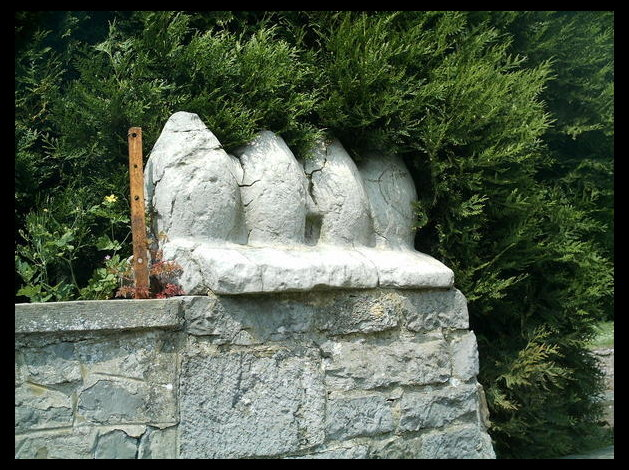
Pierres ovoïdes

- Glacerie de Recquignies[30]

### Héraldique
|  | Les armes de Recquignies se blasonnent ainsi : "Burelé d'argent et d'azur de douze pièces, à la bande de gueules brochant sur le tout." |

## Pour approfondir